# Autographa gammina
Autographa gammina là một loài bướm đêm trong họ Noctuidae.